# タイムクライシス プロジェクトタイタン
『タイムクライシス プロジェクトタイタン』は、2001年4月26日にナムコ（後のバンダイナムコエンターテインメント）が発売したPlayStation用ガンシューティングゲーム。通称は『プロジェクトタイタン』の頭文字を取った『PT』。
『クライシスゾーン』を含めたタイムクライシスシリーズ第4弾であり、当初から家庭用として開発された為、アーケード版は存在しない。最後のガンコン対応ソフトでもある。ストーリーでは『タイムクライシス』（以下『1』）と『タイムクライシス2』（以下『2』）の間の出来事が語られている。

## システム
今回は新たにボス戦で隠れる場所を移動できる「マルチハイディングシステム」が搭載されている。隠れている状態で画面に表示されている矢印を撃つと移動する。今回のボス戦は、状況に応じて隠れる場所を移動することが必要になり、特にステージ2のボス戦では動き次第では、回り込んで背後から攻撃しなければならない。
このシステムは、後に『タイムクライシス4』の「マルチ・スクリーンバトル」、『タイムクライシス5』の「ダブルペダルシステム」として改良し継承された。
なお、制限時間が無くなるとゲームオーバーになる、ハンドガンの装弾数が6発、スコアが存在せずタイムのみ記録されるのは『1』と同様。本作では新たに敵の命中弾が赤く表示されるようになっているが、『2』以降のそれとは違いマズルフラッシュ（銃口の火花）自体は赤く光らないので、命中弾が分かりにくい。
『1』では40発の弾を敵や破壊できるオブジェクトに連続で命中するとライフが1つ回復したが、本作でも30発（EASYモードでは20発）の弾を敵に連続で命中させるとライフが1つ回復する。ただし、本作は敵兵のみが対象の為、破壊できるオブジェクトに命中してしまうとまた1発目からやり直しとなる。なお、本作はライフが最大5つまでの為、ライフが5つある状態で30発の弾を敵に連続で命中させるとライフの代わりにタイムボーナスが加算される。ヒット数は画面左上にある人形のマークに表され、残り10発になると人形マークが点滅する。
本作では各エリアのオブジェクトや建物の壁などに隠しライフが1つ設定されている。ステージの特定の場所を撃つと隠しアイテムが現れるシステムは、『レイジングストーム』に継承された。
初代PlayStationの性能の限界により、フレームレートは30fps程度で、アーケード作品のような滑らかな動きは実現できていない。

## ストーリー
小国「カルバ共和国」の大統領ザビエル･セラノが何者かによって暗殺された。その暗殺犯として、国際特殊諜報機関「VSSE」に所属する諜報員リチャード・ミラーが手配される。VSSEは、「リチャードは、濡れ衣を着せられているのではないか?」と判断し、リチャードに48時間（二日間）もの猶予を与える。その48時間以内に、己の無実を証明し、真犯人を見つけ出せねば、リチャードはVSSEにより、カルバに引き渡されてしまう。
リチャードは、VSSEからセラノ大統領暗殺事件に関連する政府高官の秘密貿易、及び、事件の真犯人についての情報をVSSEに送ったという人物「アバカス」が、武装組織「カンタリス」の擁する華客船に拉致されている事、そしてこれ以降の援助は一切できない事を告げられた。かくして、潔白を証明し、真実を知る為のリチャードの孤独な戦いが始まる。
一方、巨大犯罪組織「ワイルド･ドッグ」により、「プロジェクトタイタン」なる計画が、水面下で進捗していた。

### ステージ紹介
ステージ1
- エリア1…銃撃されながらも、パラシュートでアバカスの情報の発信源である豪華客船に降下したVSSEエージェントのリチャード。カンタリスの戦闘員達と戦いながら客船2階の捜索を開始する。
- エリア2…客船3階の操縦室、及び4階屋上のヘリポートを捜索する。
- エリア3…アバカスの監禁場所と思われる地下へ向かうリチャードだが、途中、客船地下1階の厨房でカンタリス配下のシェフと遭遇。調理を邪魔されたシェフは怒って包丁を投げつけてくる。
- エリア4…囚われているアバカスを救出しに向かう。客船地下3階の機械室で待ち構えていたカンタリス幹部ゼウス・バートランドと戦闘になる。

ステージ2
- エリア1…アバカスことマリッサ・ソレイルから、大統領暗殺の真犯人はカルバの暗殺者リカルド・ブランコと知らされるが、その直後カンタリスは豪華客船を破壊。リチャードはマリッサと共にヘリポートのヘリで無事に脱出するものの、証拠を消されてしまう。新たな証拠であるリカルドを追い詰めるべく、リチャードは飛行機でカルバに向かう。だが空港到着直後、リチャードはカルバ軍の反乱部隊の待ち伏せに遭う。空港の滑走路･倉庫で敵と戦う。
- エリア2…空港の倉庫からロビーに侵入したリチャード。ロビーを占領しているカルバ反乱軍と戦う。
- エリア3…マリッサの友人が運転するタクシーで空港を脱出したリチャード。その後、大統領暗殺の真犯人とされるリカルドの屋敷まで案内される。リチャードは屋敷に正面から突入し、警備を担当しているカルバ反乱軍と戦う。
- エリア4…中庭にて待ち構えていたリカルドとその部下達と戦う。

ステージ3
- エリア1…リカルドを倒したリチャードだったが、その直後ヘリに乗って現れたワイルド・ドッグにリカルドは始末されてしまう。リカルドの最後の言葉から、リチャードはワイルド・ドッグの研究所があるリオ・オロ島の炭鉱に向かう。その後、換気口からワイルド・ドッグの基地に侵入したリチャードは、工場エリアでワイルド・ドッグの戦闘員達と戦う。
- エリア2…基地内部に向かい、倉庫エリアで戦闘員達と戦う。
- エリア3…最深部の研究所エリアで、赤兵・隊長兵ばかりのワイルド・ドッグ精鋭部隊と戦う。
- エリア4…研究所エリアに隣接する工事中エリアにて、ワイルド・ドッグと対面したリチャード。ワイルド・ドッグがけしかけた戦車と、『1』にてリチャードを翻弄させた忍者部隊の生き残りと戦う。

ステージ4
- エリア1…改造戦車を破壊後、ワイルド・ドッグを追うリチャードは、暗殺されたはずのカルバの大統領ザビエル・セラノと地下ドックに向かうエレベーターで対面する。セラノはリチャードにワイルド・ドッグが「プロジェクトタイタン」なるチタン製の破壊不可能なボディーアーマーを装着したロボット兵の開発を進めている事を伝え、リチャードに試作品の設計ファイルを渡し、ワイルド・ドッグの野望阻止を懇願する。それと同時に、セラノからVSSEに自身の暗殺容疑の無実を証明する事を約束されたリチャードは、地下ドックに停泊されていたボートに乗り込み、ワイルド・ドッグが逃げていった秘密要塞の内部へと侵入する。
- エリア2…さらに内部に侵入したリチャードはワイルド・ドッグと再び対面する。その後ダイモス、フォボスの2体のロボット兵と戦う。
- エリア3…秘密要塞屋上の遺跡群にて、ワイルド・ドッグとその部下達と戦う。

## 登場人物

### VSSE
全世界のあらゆる問題に対して諜報員を送り込み、対処する国際特殊諜報機関で、「Vital Situation, Swift Elimination」が正式名称である。今回の「セラノ大統領暗殺事件」で濡れ衣を着せられたエージェント：リチャード･ミラーに48時間（二日間）の猶予を与え、事件の真犯人、及び、真実を探し出させる。
リチャード･ミラー／Richard Miller（主人公）
国際特殊諜報機関「VSSE」の凄腕エージェント。
『1』の「セルシア共和国大統領令嬢誘拐事件」と「武装グループ『カンタリス』兵器工場摘発」の解決者であり、現在は巨大犯罪組織「ワイルド・ドッグ」の調査、壊滅の任にあたっている。
今回は、「カルバ共和国」大統領ザビエル・セラノ暗殺容疑を掛けられ、真犯人を見つけ出し、潔白を証明する為に行動する。
生存していたセラノ大統領から無実を証明された後は、黒幕であるワイルド・ドッグを追い、彼が推し進めていた「プロジェクトタイタン」を阻止。
エンディングでは、セラノ大統領からカルバの民主主義を守った功績で表彰される予定だったが、「『急な仕事』を片付けて来る」とマリッサに言い残し、受賞式の数時間前に大統領府から去ってしまった。
今回はフラッシュライトを装着したシルバースライドの拳銃を使用している（ゲーム中ではフラッシュライトは使用せず、銃の外見も敵一般兵のものと同じ黒い銃である）。

### カルバ共和国
ザビエル・セラノ / Xavier Serrano
「カルバ共和国」の大統領。同国の小さな町コスタ＝アズルの貧しい家庭の生まれで、カルバが軍事独裁政権から解放された後の1987年に、初の自由選挙で選出された大統領となった。
貧しい地域のインフラ整備や産業振興に貢献し、温和で奢らないその人となりで、「人民の人」として国民からの信頼も厚く、「プラシッド」という愛称で呼ばれ、親しまれている。
リチャードに狙撃され暗殺されたと思われていたが、実はそのリチャードは同国の暗殺者リカルドの変装で、使用した銃も麻酔銃だった事から死亡しておらず、病院への搬送中に大統領暗殺を機に軍事政権復活を企むカルバ反乱軍に拉致され、ワイルド・ドッグの基地に人質として捕らえられていた。
ステージ3クリア後にリチャードと対面、ワイルド・ドッグが「プロジェクトタイタン」という名のロボット兵器開発計画を企画している事を教え、リチャードに試作品の設計データを渡し、VSSEにリチャードの無実を証明した。
エンディングでは、リチャードをカルバの民主主義を守った功績を称え表彰しようとしたが、表彰はリチャードが受賞式に出席しなかった為に辞退された。
アバカス / Abacus（ヒロイン）
ザビエル･セラノ大統領の秘書。本名は「マリッサ・ソレイル（Marissa Soleil）」である（「アバカス」は偽名）。カルバの生まれ。
幼い頃から聡明で、20歳で有名な外国の大学に入り、コンピュータサイエンスの修士号を取り卒業、その後母国カルバで長い間地下の武器貿易と関わっていた、K.A.D.リサーチ社の研究開発にそれとは知らず雇われていた。
その後、セラノ大統領の秘書官となるが、政府高官の秘密貿易に気付いたのと同時に、今回の事件が起こる。
カンタリスにスパイとして潜入し、VSSEに情報を送るもゼウスに捕らえられてしまう。その後リチャードに救出され、大統領暗殺の真犯人はリカルドであることを教え、彼と共に客船を脱出。
エンディングでは、リチャードが受賞式に出席しなかった事を不思議がるセラノ大統領に対し、「何か『急な仕事』を片付けて来ると言っていました」とリチャードが授賞式に出席しなかった理由を語った。
リカルド・ブランコ / Ricardo Blanco
ステージ2のボス。カルバ出身の暗殺者で銀髪の傭兵。
リチャードとは髪の毛の色を除けば似ている事からワイルド・ドッグに雇われ、黒髪に染めた上でリチャードに成りすまし、セラノ大統領を麻酔銃で狙撃した。
大統領暗殺を機に軍事政権復活を企むカルバ反乱軍とも繋がっている様で、塒にしている豪華な屋敷はカルバ反乱軍が警備している。
マリッサから情報を入手し屋敷へ辿り着いたリチャードに対し、M16アサルトライフルで攻撃するが、リチャードの銃撃で部下のカルバ反乱軍は全滅され、自身もリチャードの度重なる銃撃を受け敗北。
リチャードとの銃撃戦で負傷し、ヘリコプターで現れた依頼主のワイルド・ドッグに助けを求め、リチャードの事を「捨て駒」呼ばわりしたが、ワイルド・ドッグに邪魔者と見なされた事でガトリングガンで銃撃され、瀕死の重傷を負う。
死亡する直前にリチャードに抱えられ、自分が本当の捨て駒だったと悟ったリカルドは間際にリオ･オロ島の炭鉱跡にワイルド・ドッグの研究所がある事を教え絶命した。

## 武装グループ「カンタリス」
カンタリス / Kantaris
武装グループ「カンタリス」の首領。
『1』の「武装グループ『カンタリス』兵器工場摘発」で、VTOL機「レピドプテラ LT-9」で逃走しようとした所をリチャードによって撃墜され死亡したと思われたが、本作で生存していた事が判明。
『1』と比べ顔が少々老顔になっている。本作でも巨大犯罪組織「ワイルド・ドッグ」と引き続き同盟を結ぶ。リチャードが客船から脱出したのを見届けた後は登場しない。
豪華客船シェフ
ステージ1の中ボス。本名不明。厨房でディナーを調理していたが、リチャードが厨房に侵入して銃撃戦になった為に料理が台無しになった事に怒り、包丁を武器に部下共々攻撃して来る。
武器に使用する包丁は縦に回転させ投げて来て『1』のシェルード・ガロの投げナイフとは違い、撃ち落す事が可能で撃ち落すとタイムボーナスが貰える。
最後はリチャードの銃撃で部下は全滅され、本人も一度は倒れる。だがリチャードが厨房を出ようとした際に再び立ち上がり、包丁で直接リチャードに斬り掛かるが失敗して止めを刺された。
料理人にもかかわらず、料理人にとっては命そのものである包丁を武器として使用した、料理人失格な人物である。
ゼウス・バートランド / Zeus Bertrand
ステージ1のボス。カンタリスの右腕を担う傭兵。アバカスことマリッサ・ソレイルを拘束したのは彼である。アバカス救出の為客船に侵入したリチャードを、部下と共に地下の機械室にて待ち構えていた。
ゲリラ戦に長く、あらゆる方向から隠れてAR-18アサルトライフルと手榴弾で攻撃してくる。最後はリチャードの銃撃で部下は全滅され、自身もリチャードの銃撃で死亡。

## 巨大犯罪組織「ワイルド・ドッグ」
ワイルド・ドッグ / Wild Dog
本作の黒幕で最終ボス。傭兵部隊を隠れ蓑にしている犯罪組織「ワイルド・ドッグ」の首領で伝説の殺し屋。
『1』でリチャードとの銃撃戦に敗北し、古城の爆発に巻き込まれ、重傷を負い左腕を失う。本作では、失われた左腕を7銃身タイプのガトリングガンに改造している。
ワイルド・ドッグが登場する作品の中で唯一愛用銃のモーゼルC96は使用しておらず、左腕のガトリングガンをメインに使用。
ステージ4ステージ3のワイルド・ドッグ戦最初のシーンで最後にワイルド・ドックを攻撃する時のみ、左腕のガトリングガンと共に右手に持ったサブマシンガンも使用し攻撃してくる。
今回の事件では、リチャードを陥れる為、そして「プロジェクトタイタン」を進行させる為、リチャードに似たリカルドと結託し、セラノ大統領の偽装暗殺を実行、セラノ大統領をリオ･オロ島に軟禁した。
タイムクライシスシリーズ中でも珍しく「プロジェクトタイタン」は完了寸前まで推移しており、ストーリー開始時点ですでにカルバの領域にあるリオ・オロ島の炭鉱を占領し莫大な量のチタンを採掘、ダイモスとフォボスと同じチタン製ロボットアーマーをすでに多数製造し、これらの起動も行っている。
リチャードの殺害に失敗したリカルドを始末した後は、リオ・オロ島でチタン採掘を行っていたがリチャードに追いつかれ、改造戦車と忍者部隊をけしかけたが失敗、逃亡先の秘密要塞でもダイモスとフォボスをけしかけたが撃退された。
最後は秘密要塞屋上の遺跡群にて優秀な部下達と共にリチャードを待ち受けるが、銃撃で部下達は全滅され、自身もリチャードの銃撃で負傷。直後に秘密要塞のエレベータに多数格納されているチタン製ロボットアーマーを起動させ、リチャードが動揺している間にヘリコプターで逃亡しようとするが、リチャードにヘリコプターのプロペラを狙撃され、コントロールを失ったヘリコプターはエレベーターに突っ込み、その爆発に巻き込まれた。
この敗北がきっかけで犯罪組織「ワイルド・ドッグ」は壊滅し、ワイルド・ドッグ本人も以降長らくは個人の傭兵として活動する事となった。
なお、本作はワイルド・ドッグが登場する作品中で唯一、専用の戦闘曲が使われていない作品でもある。

## 一般兵
プロジェクトタイタンの一般兵は、ステージによって指揮下が異なる為、一般兵のバリエーションが非常に多いのが特徴。なお、ステージ1は「カンタリス」の戦闘員、ステージ2は「カルバ反乱軍」の兵士、ステージ3と4は「ワイルド・ドッグ」の戦闘員達となっている。ただし、一部の敵兵は複数のステージに登場する。
これらの兵士の名称については公式発表されていないので、ここでは見た目、役割等から判断した名称を用いる。

### ステージ1 カンタリス構成員
青兵
青いウェットスーツを着用しており、拳銃で武装している。彼等の撃ってくる弾は命中率が低い。数名のみ鉄パイプで攻撃してくる。
赤兵
赤いウェットスーツを着用しており、拳銃で武装している。彼等の撃ってくる弾は命中率が非常に高いが、最初のステージの為、登場してから撃つまでの間が比較的長い。
隊長兵
青いベレー帽に白い船員服を着用しており、拳銃で武装している隊長兵。命中率は青兵より若干高い程度。
黄兵
黄色いウェットスーツを着用しており、拳銃で武装している。倒すとタイムボーナスがもらえる。このステージの黄色兵士はある程度攻撃してから逃げる兵が多いが、命中弾は撃ってこない。
白衛兵
前作同様、防弾盾を構えながら、拳銃で攻撃してくる兵士。ステージ1の衛兵のみ白い軍服を着用しており、命中率は隊長兵よりも若干高いが登場数は少ない。

### ステージ2 カルバ反乱軍兵士
緑兵
緑色の帽子と軍服を着用しており、拳銃で武装している。彼等の撃ってくる弾は命中率が低い。
赤兵
赤色の帽子と軍服を着用しており、拳銃で武装している。彼等の撃ってくる弾は命中率が非常に高い。
隊長兵
赤いラインの入った制帽と白い軍服を着用している将校クラスの兵士。拳銃で武装している。ステージ1の隊長兵よりスキルアップしており命中率も比較的高い。
黄兵
黄色の帽子と軍服を着用しており、拳銃で武装している。倒すとタイムボーナスがもらえるが大抵は遠くにおり、すぐ画面から消えてしまう。
青アロハ
ステージ2-1のみに登場する。青色のアロハシャツを着用した空港関係者風の兵士。拳銃で武装しているが、命中率が低い。
赤アロハ
青アロハと同様、ステージ2-1のみに登場する。赤色のアロハシャツを着用した空港関係者風の兵士。拳銃で武装しており、命中率も高いが登場数は少ない。
濃紺背広
ステージ2-2のみに登場する。濃紺の背広を着用した空港関係者風の兵士。拳銃で武装しているが命中率はあまり高くない。
黒背広
ステージ2-2と2-4に登場する。黒背広を着用した兵士。拳銃で武装しており、2-2に登場する兵は命中率は緑兵より若干高い程度。2-2では空港関係者風の兵士であるが、2-4はサングラスもかけたボディーガード風の兵士。
2-4に登場する兵は命中率が比較的高い。黒背広＝メン・イン・ブラック等の悪役のイメージであるが、『5』までの時点でタイムクライシスシリーズに黒背広の敵は本作のみの登場となっている。

### ステージ3・4 ワイルド・ドッグ戦闘員
青兵
青い制服、ベレー帽を着用しており、拳銃で武装している。前作同様、彼等の撃ってくる弾は命中率が低い。
ステージ3と4で一番多く登場するがステージ3-3のみは青兵の代わりに隊長兵が多く配属されている為、登場数は少ない。
ただし、ステージ4のワイルド・ドッグ戦で登場する敵は青兵でも命中率が非常に高い。
ステージ4のワイルド・ドッグ戦の最初のシーンで、1名のみ鉄パイプで攻撃してくる。。
赤兵
赤い制服、ベレー帽を着用しており、拳銃で武装している。前作同様、命中率が非常に高い。
なお、ステージ3-2及び3-3では数名が鉄パイプで攻撃してくるが、3-3に出てくる鉄パイプ兵は途中で叫びながら消えてしまう。
隊長兵
赤いベレー帽、茶色い制服、ベージュのズボンを着用しており、拳銃で武装している隊長兵。
前作と比較し格段にレベルアップしており、命中率も赤兵並みに高い兵士が多く、初弾から命中弾を撃ってくることも珍しくない。
その為、隊長兵が登場しない『3』を除き、タイムクライシスシリーズの隊長兵の中でも屈指のスキルの高さを誇る。
通常はあまり登場しないが、ステージ3-3では青兵の代わりに大勢配置されている為、難易度がかなり高くなっている。
黄兵
黄色の制服、ベレー帽を着用しており、拳銃で武装している。倒すとタイムボーナスがもらえる。通常は画面に現れてもすぐに消えてしまう兵士であるが、ステージ4-2のロボット兵との戦闘中は近距離で現れ、拳銃で攻撃してくる。
ただし命中弾は撃ってこない上、しばらくすると消えてしまう。
強化忍者兵
ステージ3-4の改造戦車戦にて主に登場する。アクロバティックな動きで相手を翻弄する。銃撃を行うが、弾が無くなると回し蹴りをして来る。
強化忍者兵が銃撃してくる銃弾のみ命中弾が赤くないが、命中率は極めて高い上に耐久力があり4発銃撃しないと倒せない。なお、倒すとタイムボーナスが貰える。
ステージ4エリア3のワイルド・ドック戦、最終シーンでワイルド・ドックに変装して2人同時に登場する場合があるが、耐久力は無く1発銃撃を与えると変装を解いてから倒れる。

### 複数ステージにて登場する兵士
マシンガン兵
緑色の軍服を着用しており、文字通りマシンガンで武装している。全ステージに登場する。連射しながら弾幕を張る為、命中弾も多い。
ステージ2では一般兵も緑色の軍服の為、遠くに同時に現れると見分けにくいことがある。通常は1つのシーンに同時に出現するのは2~3人程度であるが、4-1では一度に5人も同時に出現するシーンもある。
手榴弾兵
黒い軍服を着用し、手榴弾を投げてくる。全ステージに登場しており投げられた手榴弾は撃ち落とすか、避けない限り確実にダメージを受ける。2-1の1名のみ拳銃で武装している。
バズーカ兵
オレンジ色の服に、迷彩模様の緑色のズボンを着用。バズーカで武装しており、ステージ1～3に登場。
青衛兵
前作同様、防弾楯で防御しながら拳銃で攻撃してくる。白衛兵が登場するステージ1以外のステージ2～4に登場。青衛兵の持つ盾にはワイルド・ドッグの組織章が描いてあることから、ワイルド・ドッグの配下であることが分かる。
命中率は高くない（なお、ステージ1のみに登場する白衛兵は前述の通り、カンタリスの構成員である為、楯にはワイルドドッグの組織章が無いうえ、盾の色も異なる）。

## 登場兵器
クレーンフック
ステージ1-2・3-2で登場。共にリチャードの顔面をめがけて動いており、破壊は不可能。よけなければダメージを負う。なお、3-2では移動中に隊長兵が1名、フックの餌食になって吹っ飛ばされる描写がある。
改造戦車
ステージ3のボス。戦車で正面に3本のドリルに砲台1門とクロスボウのような矢もしくはレーザーを発射する装置を備えている。
ワイルド・ドッグは改造戦車を「私の新しいおもちゃ」と言うが純粋な戦車ではない為に、リチャードの銃撃で弱点を銃撃された結果、大爆発を起こした。改造戦車よりも一緒に登場する強化忍者兵の方が手強い。
ダイモス&フォボス
ステージ4の中ボス。「プロジェクトタイタン」の結果誕生したロボット兵で、チタン製のボディーアーマーを着けている。
このロボット兵は前作のMOZが率いていた忍者部隊のロボット版というコンセプトで作製した模様であり、アクロバティックな動きで相手を翻弄し手爪で切りつけてきたり、右腕に仕込まれたクロスボウのような矢もしくはレーザーを発射して攻撃してくる。
なお、途中発煙筒タイプの手榴弾を投げつけ視界を奪うこともある。しかし、発煙筒タイプの手榴弾自身はダメージを受けず、しばらくすると視界が回復する。
最後はリチャードの銃撃で追い詰められ、故障してしまったのかどこかへ逃走した。